# Kécza András
Kécza András (Budapest, 1965. május 5. –) magyar filmrendező.

## Pályakép
A budapesti Piarista Gimnáziumban érettségizett 1983-ban. 1982–1983 között színházrendezést tanult Keleti Istvánnál. Népművelést hallgatott a Tanítóképző Főiskolán, közben sikerrel felvételizett a Színház- és Filmművészeti Főiskolán. Filmrendezést tanult Makk Károly osztályában. Az 1988-as Tavaszi Fesztiválra megrendezte Vidovszky László: Nárcisz és Echo című operáját, ami a mű ősbemutatója volt.
A főiskola elvégzése után többek között Tarr Béla (Sátántangó) és Makk Károly (Játékos) asszisztenseként dolgozott. Részt vett egy Magyarországon forgatott kanadai tévésorozat munkálataiban is.
Televíziós műsorokat elsősorban a Duna Televízió részére készített. Sziveri Jánosról szóló portréfilmjéért a költőről elnevezett díjat kapott 1999-ben.
Shakespeare: III. Richárd című tragédiáját monodrámává írta át, bemutatója azonban a színész, Bertók Lajos halála miatt elmaradt.
2000-ben kötetet adott ki Osvát Andrással közösen 1 könyv, 2 film címmel. Publikált folyóiratokban is, elsősorban irodalmi és szellemtudományos témákban. Tíz évig tanított Théba Művészeti Szakközépiskolában film- és színházrendezést, filozófia- és vallástörténetet.
2006-ban a zalaegerszegi a Griff bábszínházban bábelőadást rendezett Goethe: Mese a zöld kígyóról és a szép Liliomról című műve alapján.
2014-ben, hosszú szünet után, kezdte el forgatni első egész estés filmjét, mindenféle anyagi támogatás nélkül. A teljes film önerőből készült. Csak a fogyó kellékek kerültek pénzbe, minden szereplő és munkatárs barátságból dolgozott. GoPro kamerával forgatták le a filmet, a magyar nagyjátékfilmek között elsőként. A Magánterület bemutatója 2015. május 2-án volt Budapesten, a Cirko-gejzír moziban.
Az „Ott torony volt” című 100 perces Víg Mihályról szóló dokumentumfilmje − őtéves munkával − 2022-ben készült el.

## Jelentősebb munkái
- 1988 – Vidovszky László: Nárcisz és Echo; operarendezés (Tavaszi Fesztivál, ősbemutató)
- 1993 – Valamicske a banditák lelkéből[9]
- 2000 – 1 könyv, 2 film (Valo-Art kiadó)
- 2015 – Magánterület (független játékfilm)[10]
- 2022 – Ott torony volt – dokumentumfilm Víg Mihályról, 2022, 100 perc (Gallivanfilm)

### Televíziós műsorok
- Az ifjúság örök jogán (1992, MTV)
- Gyermek született nékünk (1994, Duna Tv)
- Érintettek (1995, Duna Tv)
- Harmadnapra legyőzte a halált (1995, Duna Tv)
- Mint 2000 évvel ezelőtt (1995, Duna Tv)
- Add a tüzet tovább (koncertfilm, 1995, Duna Tv)
- Görögkeleti feltámadási szertartás (élő közvetítés a Petőfi téri templomból 1995, Duna Tv)
- Kis karácsonyi ének (1997, Duna Tv)
- „Sziveri János voltam, ez volt büntetésem” (1997, Duna Tv)

### Bábrendezés
- Goethe: Mese a zöld kígyóról és a szép Liliomról (2006, Griff Bábszínház, Zalaegerszeg)[6]

## Publikációk
- Pünkösdi ünnepi előadás a szociális művészetről, A szeretet filozófiája és okkult jelentősége című könyvben, 2008.[11][12]
- Antropozófia és politika, Új Impulzus 17. évfolyam 5. szám[13]